# Bolman
Bolman (serbiska: Болман) är en ort i Kroatien.   Den ligger i länet Baranja, i den östra delen av landet, 200 km öster om huvudstaden Zagreb. Bolman ligger 87 meter över havet och antalet invånare är 450.
Terrängen runt Bolman är mycket platt. Runt Bolman är det ganska glesbefolkat, med 29 invånare per kvadratkilometer. Närmaste större samhälle är Beli Manastir, 8,6 km nordost om Bolman. I omgivningarna runt Bolman växer i huvudsak blandskog.